# Plouharnel

Plouharnel este o comună în departamentul Morbihan, Franța. În 1 ianuarie 2022 avea o populație de 2.272 de locuitori.